# Oscar voor beste bewerkte scenario
De Academy Award voor beste bewerkte scenario (ook bekend als de Oscar voor beste bewerkte scenario) is een jaarlijkse filmprijs van de Academy of Motion Picture Arts and Sciences. Enkel scenario's die gebaseerd werden op een ander medium komen in aanmerking voor de Oscar.
In deze categorie gaat het in de meeste gevallen om scenario's die gebaseerd zijn op toneelstukken, romans of biografieën. Andere voorbeelden zijn scenario's die gebaseerd zijn op nieuwsartikels of de personages en verhaallijnen uit stripverhalen of andere film- en televisieproducties. Deze categorie is de tegenhanger van de Academy Award voor beste originele scenario.

## Geschiedenis
De Oscar voor beste bewerkte scenario werd op 16 mei 1929 voor het eerst uitgereikt, toen nog onder de titel Best Writing, Adaptation. Sindsdien maakt de prijs jaarlijks deel uit van de Oscaruitreiking.
Hoewel de categorie begon als Best Writing, Adaptation kwamen aanvankelijk ook originele scenario's in aanmerking voor de prijs. Zo wonnen The Big House (1930) en The Story of Louis Pasteur (1936) elk een Oscar met hun originele scenario. In de beginjaren werd de term "adaptation" dan ook enkele keren uit de titel weggelaten, waardoor de categorie eenvoudigweg Best Writing of Best Screenplay heette. Naast de Oscar voor beste (bewerkte) scenario werd er tot 1956 ook een prijs uitgereikt voor beste verhaal. In 1940 werd er een aparte categorie opgericht voor originele scenario's. In 1948 werden de twee categorieën nog een keer samengevoegd.

## Winnaars en genomineerden
De winnaars staan bovenaan in vette letters op een gele achtergrond. De overige films en scenaristen die werden genomineerd staan eronder vermeld in alfabetische volgorde.

### 1927-1929
| Jaar                     | Film             | Scenarist(en) |
| ------------------------ | ---------------- | ------------- |
| 1927-28 (1ste)           |                  |               |
| 7th Heaven               | Benjamin Glazer  |               |
| Glorious Betsy           | Anthony Coldeway |               |
| The Jazz Singer          | Alfred Cohn      |               |
| 1928-29 (2de)            |                  |               |
| The Patriot              | Hanns Kräly      |               |
| The Cop                  | Elliott Clawson  |               |
| In Old Arizona           | Tom Barry        |               |
| The Last of Mrs. Cheyney | Hanns Kräly      |               |
| The Leatherneck          | Elliott Clawson  |               |
| Our Dancing Daughters    | Josephine Lovett |               |
| Sal of Singapore         | Elliott Clawson  |               |
| Skyscraper               | Elliott Clawson  |               |
| The Valiant              | Tom Barry        |               |
| A Woman of Affairs       | Bess Meredyth    |               |
| Wonder of Women          | Bess Meredyth    |               |

### 1930-1939
| Jaar                           | Film                                                                                        | Scenarist(en) |
| ------------------------------ | ------------------------------------------------------------------------------------------- | ------------- |
| 1929-30 (3de)                  |                                                                                             |               |
| The Big House                  | Frances Marion                                                                              |               |
| All Quiet on the Western Front | George Abbott, Maxwell Anderson en Del Andrews                                              |               |
| Disraeli                       | Julien Josephson                                                                            |               |
| The Divorcee                   | John Meehan                                                                                 |               |
| Street of Chance               | Howard Estabrook                                                                            |               |
| 1930-31 (4de)                  |                                                                                             |               |
| Cimarron                       | Howard Estabrook                                                                            |               |
| The Criminal Code              | Seton I. Miller en Fred Niblo jr.                                                           |               |
| Holiday                        | Horace Jackson                                                                              |               |
| Little Caesar                  | Francis Faragoh en Robert N. Lee                                                            |               |
| Skippy                         | Joseph L. Mankiewicz en Sam Mintz                                                           |               |
| 1931-32 (5de)                  |                                                                                             |               |
| Bad Girl                       | Edwin Burke                                                                                 |               |
| Arrowsmith                     | Sidney Howard                                                                               |               |
| Dr. Jekyll and Mr. Hyde        | Percy Heath en Samuel Hoffenstein                                                           |               |
| 1932-33 (6de)                  |                                                                                             |               |
| Little Women                   | Victor Heerman en Sarah Y. Mason                                                            |               |
| Lady for a Day                 | Robert Riskin                                                                               |               |
| State Fair                     | Paul Green en Sonya Levien                                                                  |               |
| 1934 (7de)                     |                                                                                             |               |
| It Happened One Night          | Robert Riskin                                                                               |               |
| The Thin Man                   | Frances Goodrich en Albert Hackett                                                          |               |
| Viva Villa!                    | Ben Hecht                                                                                   |               |
| 1935 (8ste)                    |                                                                                             |               |
| The Informer                   | Dudley Nichols                                                                              |               |
| Captain Blood                  | Casey Robinson                                                                              |               |
| The Lives of a Bengal Lancer   | Waldemar Young, John L. Balderston, Achmed Abdullah, Grover Jones en William Slavens McNutt |               |
| Mutiny on the Bounty           | Talbot Jennings, Jules Furthman en Carey Wilson                                             |               |
| 1936 (9de)                     |                                                                                             |               |
| The Story of Louis Pasteur     | Pierre Collings en Sheridan Gibney                                                          |               |
| After the Thin Man             | Frances Goodrich en Albert Hackett                                                          |               |
| Dodsworth                      | Sidney Howard                                                                               |               |
| Mr. Deeds Goes to Town         | Robert Riskin                                                                               |               |
| My Man Godfrey                 | Eric Hatch en Morris Ryskind                                                                |               |
| 1937 (10de)                    |                                                                                             |               |
| The Life of Emile Zola         | Norman Reilly Raine, Heinz Herald en Geza Herczeg                                           |               |
| The Awful Truth                | Viña Delmar                                                                                 |               |
| Captains Courageous            | John Lee Mahin, Marc Connelly en Dale Van Every                                             |               |
| Stage Door                     | Morrie Ryskind en Anthony Veiller                                                           |               |
| A Star Is Born                 | Dorothy Parker, Alan Campbell en Robert Carson                                              |               |
| 1938 (11de)                    |                                                                                             |               |
| Pygmalion                      | George Bernard Shaw, W.P. Lipscomb, Cecil Lewis en Ian Dalrymple                            |               |
| Boys Town                      | John Meehan en Dore Schary                                                                  |               |
| The Citadel                    | Ian Dalrymple, Frank Wead en Elizabeth Hill                                                 |               |
| Four Daughters                 | Julius J. Epstein en Lenore Coffee                                                          |               |
| You Can't Take It with You     | Robert Riskin                                                                               |               |
| 1939 (12de)                    |                                                                                             |               |
| Gone with the Wind             | Sidney Howard                                                                               |               |
| Goodbye, Mr. Chips             | R.C. Sherriff, Claudine West en Eric Maschwitz                                              |               |
| Mr. Smith Goes to Washington   | Sidney Buchman                                                                              |               |
| Ninotchka                      | Charles Brackett, Billy Wilder en Walter Reisch                                             |               |
| Wuthering Heights              | Charles MacArthur en Ben Hecht                                                              |               |

### 1940-1949
| Jaar                             | Film                                                             | Scenarist(en) |
| -------------------------------- | ---------------------------------------------------------------- | ------------- |
| 1940 (13de)                      |                                                                  |               |
| The Philadelphia Story           | Donald Ogden Stewart                                             |               |
| The Grapes of Wrath              | Nunnally Johnson                                                 |               |
| Kitty Foyle                      | Dalton Trumbo                                                    |               |
| The Long Voyage Home             | Dudley Nichols                                                   |               |
| Rebecca                          | Robert E. Sherwood en Joan Harrison                              |               |
| 1941 (14de)                      |                                                                  |               |
| Here Comes Mr. Jordan            | Sidney Buchman en Seton I. Miller                                |               |
| Hold Back the Dawn               | Charles Brackett en Billy Wilder                                 |               |
| How Green Was My Valley          | Philip Dunne                                                     |               |
| The Little Foxes                 | Lillian Hellman                                                  |               |
| The Maltese Falcon               | John Huston                                                      |               |
| 1942 (15de)                      |                                                                  |               |
| Mrs. Miniver                     | Arthur Wimperis, George Froeschel, James Hilton en Claudine West |               |
| The Invaders                     | Rodney Ackland en Emeric Pressburger                             |               |
| The Pride of the Yankees         | Jo Swerling en Herman J. Mankiewicz                              |               |
| Random Harvest                   | Claudine West, George Froeschel en Arthur Wimperis               |               |
| The Talk of the Town             | Irwin Shaw en Sidney Buchman                                     |               |
| 1943 (16de)                      |                                                                  |               |
| Casablanca                       | Julius J. Epstein, Philip G. Epstein en Howard Koch              |               |
| Holy Matrimony                   | Nunnally Johnson                                                 |               |
| The More the Merrier             | Robert Russell, Frank Ross, Richard Flournoy en Lewis R. Foster  |               |
| The Song of Bernadette           | George Seaton                                                    |               |
| Watch on the Rhine               | Dashiell Hammett                                                 |               |
| 1944 (17de)                      |                                                                  |               |
| Going My Way                     | Frank Butler en Frank Cavett                                     |               |
| Double Indemnity                 | Billy Wilder en Raymond Chandler                                 |               |
| Gaslight                         | John Van Druten, Walter Reisch en John L. Balderston             |               |
| Laura                            | Jay Dratler, Samuel Hoffenstein en Betty Reinhardt               |               |
| Meet Me in St. Louis             | Irving Brecher en Fred F. Finklehoffe                            |               |
| 1945 (18de)                      |                                                                  |               |
| The Lost Weekend                 | Charles Brackett en Billy Wilder                                 |               |
| G.I Joe                          | Leopold Atlas, Guy Endore en Philip Stevenson                    |               |
| Mildred Pierce                   | Ranald MacDougall                                                |               |
| Pride of the Marines             | Albert Maltz                                                     |               |
| A Tree Grows in Brooklyn         | Tess Slesinger en Frank Davis                                    |               |
| 1946 (19de)                      |                                                                  |               |
| The Best Years of Our Lives      | Robert E. Sherwood                                               |               |
| Anna and the King of Siam        | Talbot Jennings, Sally Benson                                    |               |
| Brief Encounter                  | David Lean, Anthony Havelock-Allan en Ronald Neame               |               |
| The Killers                      | Anthony Veiller                                                  |               |
| Open City                        | Sergio Amidei en F. Fellini                                      |               |
| 1947 (20ste)                     |                                                                  |               |
| Miracle on 34th Street           | George Seaton                                                    |               |
| Boomerang!                       | Richard Murphy                                                   |               |
| Crossfire                        | John Paxton                                                      |               |
| Gentleman's Agreement            | Moss Hart                                                        |               |
| Great Expectations               | David Lean, Anthony Havelock-Allan en Ronald Neame               |               |
| 1948 (21ste)                     |                                                                  |               |
| The Treasure of the Sierra Madre | John Huston                                                      |               |
| A Foreign Affair                 | Charles Brackett, Billy Wilder en Richard L. Breen               |               |
| Johnny Belinda                   | Irmgard Von Cube en Allen Vincent                                |               |
| The Search                       | Richard Schweizer en David Wechsler                              |               |
| The Snake Pit                    | Frank Partos en Millen Brand                                     |               |
| 1949 (22ste)                     |                                                                  |               |
| A Letter to Three Wives          | Joseph L. Mankiewicz                                             |               |
| All the King's Men               | Robert Rossen                                                    |               |
| The Bicycle Thief                | Cesare Zavattini                                                 |               |
| Champion                         | Carl Foreman                                                     |               |
| The Fallen Idol                  | Graham Greene                                                    |               |

### 1950-1959
| Jaar                            | Film                                                    | Scenarist(en) |
| ------------------------------- | ------------------------------------------------------- | ------------- |
| 1950 (23ste)                    |                                                         |               |
| All About Eve                   | Joseph L. Mankiewicz                                    |               |
| The Asphalt Jungle              | Ben Maddow en John Huston                               |               |
| Born Yesterday                  | Albert Mannheimer                                       |               |
| Broken Arrow                    | Albert Maltz                                            |               |
| Father of the Bride             | Frances Goodrich en Albert Hackett                      |               |
| 1951 (24ste)                    |                                                         |               |
| A Place in the Sun              | Michael Wilson en Harry Brown                           |               |
| The African Queen               | James Agee en John Huston                               |               |
| Detective Story                 | Philip Yordan en Robert Wyler                           |               |
| La Ronde                        | Max Ophüls en Jacques Natanson                          |               |
| A Streetcar Named Desire        | Tennessee Williams                                      |               |
| 1952 (25ste)                    |                                                         |               |
| The Bad and the Beautiful       | Charles Schnee                                          |               |
| Five Fingers                    | Michael Wilson                                          |               |
| High Noon                       | Carl Foreman                                            |               |
| The Man in the White Suit       | Roger MacDougall, John Dighton en Alexander Mackendrick |               |
| The Quiet Man                   | Frank S. Nugent                                         |               |
| 1953 (26ste)                    |                                                         |               |
| From Here to Eternity           | Daniel Taradash                                         |               |
| The Cruel Sea                   | Eric Ambler                                             |               |
| Lili                            | Helen Deutsch                                           |               |
| Roman Holiday                   | Ian McLellan Hunter en John Dighton                     |               |
| Shane                           | A.B. Guthrie jr.                                        |               |
| 1954 (27ste)                    |                                                         |               |
| The Country Girl                | George Seaton                                           |               |
| The Caine Mutiny                | Stanley Roberts                                         |               |
| Rear Window                     | John Michael Hayes                                      |               |
| Sabrina                         | Billy Wilder, Samuel Taylor en Ernest Lehman            |               |
| Seven Brides for Seven Brothers | Albert Hackett, Frances Goodrich en Dorothy Kingsley    |               |
| 1955 (28ste)                    |                                                         |               |
| Marty                           | Paddy Chayefsky                                         |               |
| Bad Day at Black Rock           | Millard Kaufman                                         |               |
| Blackboard Jungle               | Richard Brooks                                          |               |
| East of Eden                    | Paul Osborn                                             |               |
| Love Me or Leave Me             | Daniel Fuchs en Isobel Lennart                          |               |
| 1956 (29ste)                    |                                                         |               |
| Around the World in 80 Days     | James Poe, John Farrow en S.J. Perelman                 |               |
| Baby Doll                       | Tennessee Williams                                      |               |
| Friendly Persuasion             | Michael Wilson                                          |               |
| Giant                           | Fred Guiol en Ivan Moffat                               |               |
| Lust for Life                   | Norman Corwin                                           |               |
| 1957 (30ste)                    |                                                         |               |
| The Bridge on the River Kwai    | Michael Wilson, Carl Foreman en Pierre Boulle           |               |
| 12 Angry Men                    | Reginald Rose                                           |               |
| Heaven Knows, Mr. Allison       | John Lee Mahin en John Huston                           |               |
| Peyton Place                    | John Michael Hayes                                      |               |
| Sayonara                        | Paul Osborn                                             |               |
| 1958 (31ste)                    |                                                         |               |
| Gigi                            | Alan Jay Lerner                                         |               |
| Cat on a Hot Tin Roof           | Richard Brooks en James Poe                             |               |
| The Horse's Mouth               | Alec Guinness                                           |               |
| I Want to Live!                 | Nelson Gidding en Don Mankiewicz                        |               |
| Separate Tables                 | Terence Rattigan en John Gay                            |               |
| 1959 (32ste)                    |                                                         |               |
| Room at the Top                 | Neil Paterson                                           |               |
| Anatomy of a Murder             | Wendell Mayes                                           |               |
| Ben-Hur                         | Karl Tunberg                                            |               |
| The Nun's Story                 | Robert Anderson                                         |               |
| Some Like It Hot                | Billy Wilder en I.A.L. Diamond                          |               |

### 1960-1969
| Jaar                                                                 | Film                                            | Scenarist(en) |
| -------------------------------------------------------------------- | ----------------------------------------------- | ------------- |
| 1960 (33ste)                                                         |                                                 |               |
| Elmer Gantry                                                         | Richard Brooks                                  |               |
| Inherit the Wind                                                     | Nedrick Young en Harold Jacob Smith             |               |
| Sons and Lovers                                                      | Gavin Lambert en T.E.B. Clarke                  |               |
| The Sundowners                                                       | Isobel Lennart                                  |               |
| Tunes of Glory                                                       | James Kennaway                                  |               |
| 1961 (34ste)                                                         |                                                 |               |
| Judgment at Nuremberg                                                | Abby Mann                                       |               |
| Breakfast at Tiffany's                                               | George Axelrod                                  |               |
| The Guns of Navarone                                                 | Carl Foreman                                    |               |
| The Hustler                                                          | Sidney Carroll en Robert Rossen                 |               |
| West Side Story                                                      | Ernest Lehman                                   |               |
| 1962 (35ste)                                                         |                                                 |               |
| To Kill a Mockingbird                                                | Horton Foote                                    |               |
| David and Lisa                                                       | Eleanor Perry                                   |               |
| Lawrence of Arabia                                                   | Robert Bolt en Michael Wilson                   |               |
| Lolita                                                               | Vladimir Nabokov                                |               |
| The Miracle Worker                                                   | William Gibson                                  |               |
| 1963 (36ste)                                                         |                                                 |               |
| Tom Jones                                                            | John Osborne                                    |               |
| Captain Newman, M.D.                                                 | Richard L. Breen, Phoebe Ephron en Henry Ephron |               |
| Hud                                                                  | Irving Ravetch en Harriet Frank jr.             |               |
| Lilies of the Field                                                  | James Poe                                       |               |
| Sundays and Cybele                                                   | Serge Bourguignon en Antoine Tudal              |               |
| 1964 (37ste)                                                         |                                                 |               |
| Becket                                                               | Edward Anhalt                                   |               |
| Dr. Strangelove or: How I Learned to Stop Worrying and Love the Bomb | Stanley Kubrick, Peter George en Terry Southern |               |
| Mary Poppins                                                         | Bill Walsh en Don DaGradi                       |               |
| My Fair Lady                                                         | Alan Jay Lerner                                 |               |
| Zorba the Greek                                                      | Michael Cacoyannis                              |               |
| 1965 (38ste)                                                         |                                                 |               |
| Doctor Zhivago                                                       | Robert Bolt                                     |               |
| Cat Ballou                                                           | Walter Newman en Frank R. Pierson               |               |
| The Collector                                                        | Stanley Mann en John Kohn                       |               |
| Ship of Fools                                                        | Abby Mann                                       |               |
| A Thousand Clowns                                                    | Herb Gardner                                    |               |
| 1966 (39ste)                                                         |                                                 |               |
| A Man for All Seasons                                                | Robert Bolt                                     |               |
| Alfie                                                                | Bill Naughton                                   |               |
| The Professionals                                                    | Richard Brooks                                  |               |
| The Russians Are Coming, the Russians Are Coming                     | William Rose                                    |               |
| Who's Afraid of Virginia Woolf?                                      | Ernest Lehman                                   |               |
| 1967 (40ste)                                                         |                                                 |               |
| In the Heat of the Night                                             | Stirling Silliphant                             |               |
| Cool Hand Luke                                                       | Donn Pearce en Frank R. Pierson                 |               |
| The Graduate                                                         | Calder Willingham en Buck Henry                 |               |
| In Cold Blood                                                        | Richard Brooks                                  |               |
| Ulysses                                                              | Joseph Strick en Fred Haines                    |               |
| 1968 (41ste)                                                         |                                                 |               |
| The Lion in Winter                                                   | James Goldman                                   |               |
| The Odd Couple                                                       | Neil Simon                                      |               |
| Oliver!                                                              | Vernon Harris                                   |               |
| Rachel, Rachel                                                       | Stewart Stern                                   |               |
| Rosemary's Baby                                                      | Roman Polański                                  |               |
| 1969 (42ste)                                                         |                                                 |               |
| Midnight Cowboy                                                      | Waldo Salt                                      |               |
| Anne of the Thousand Days                                            | John Hale, Bridget Boland en Richard Sokolove   |               |
| Goodbye, Columbus                                                    | Arnold Schulman                                 |               |
| They Shoot Horses, Don't They?                                       | James Poe en Robert E. Thompson                 |               |
| Z                                                                    | Jorge Semprún en Costa-Gavras                   |               |

### 1970-1979
| Jaar                                | Film                                                           | Scenarist(en) |
| ----------------------------------- | -------------------------------------------------------------- | ------------- |
| 1970 (43ste)                        |                                                                |               |
| M*A*S*H                             | Ring Lardner jr.                                               |               |
| Airport                             | George Seaton                                                  |               |
| I Never Sang for My Father          | Robert Anderson                                                |               |
| Lovers and Other Strangers          | Renée Taylor, Joseph Bologna en David Zelag Goodman            |               |
| Women in Love                       | Larry Kramer                                                   |               |
| 1971 (44ste)                        |                                                                |               |
| The French Connection               | Ernest Tidyman                                                 |               |
| A Clockwork Orange                  | Stanley Kubrick                                                |               |
| The Conformist                      | Bernardo Bertolucci                                            |               |
| The Garden of the Finzi Continis    | Ugo Pirro en Vittorio Bonicelli                                |               |
| The Last Picture Show               | Larry McMurtry en Peter Bogdanovich                            |               |
| 1972 (45ste)                        |                                                                |               |
| The Godfather                       | Mario Puzo en Francis Ford Coppola                             |               |
| Cabaret                             | Jay Allen                                                      |               |
| The Emigrants                       | Jan Troell en Bengt Forslund                                   |               |
| Pete 'n' Tillie                     | Julius J. Epstein                                              |               |
| Sounder                             | Lonne Elder III                                                |               |
| 1973 (46ste)                        |                                                                |               |
| The Exorcist                        | William Peter Blatty                                           |               |
| The Last Detail                     | Robert Towne                                                   |               |
| The Paper Chase                     | James Bridges                                                  |               |
| Paper Moon                          | Alvin Sargent                                                  |               |
| Serpico                             | Waldo Salt en Norman Wexler                                    |               |
| 1974 (47ste)                        |                                                                |               |
| The Godfather Part II               | Francis Ford Coppola en Mario Puzo                             |               |
| The Apprenticeship of Duddy Kravitz | Mordecai Richler en Lionel Chetwynd                            |               |
| Lenny                               | Julian Barry                                                   |               |
| Murder on the Orient Express        | Paul Dehn                                                      |               |
| Young Frankenstein                  | Gene Wilder en Mel Brooks                                      |               |
| 1975 (48ste)                        |                                                                |               |
| One Flew Over the Cuckoo's Nest     | Lawrence Hauben en Bo Goldman                                  |               |
| Barry Lyndon                        | Stanley Kubrick                                                |               |
| The Man Who Would Be King           | John Huston en Gladys Hill                                     |               |
| Scent of a Woman                    | Ruggero Maccari en Dino Risi                                   |               |
| The Sunshine Boys                   | Neil Simon                                                     |               |
| 1976 (49ste)                        |                                                                |               |
| All the President's Men             | William Goldman                                                |               |
| Bound for Glory                     | Robert Getchell                                                |               |
| Fellini's Casanova                  | Federico Fellini en Bernardino Zapponi                         |               |
| The Seven-Per-Cent Solution         | Nicholas Meyer                                                 |               |
| Voyage of the Damned                | Steve Shagan en David Butler                                   |               |
| 1977 (50ste)                        |                                                                |               |
| Julia                               | Alvin Sargent                                                  |               |
| Equus                               | Peter Shaffer                                                  |               |
| I Never Promised You a Rose Garden  | Gavin Lambert en Lewis John Carlino                            |               |
| Oh, God!                            | Larry Gelbart                                                  |               |
| That Obscure Object of Desire       | Luis Buñuel en Jean-Claude Carrière                            |               |
| 1978 (51ste)                        |                                                                |               |
| Midnight Express                    | Oliver Stone                                                   |               |
| Bloodbrothers                       | Walter Newman                                                  |               |
| California Suite                    | Neil Simon                                                     |               |
| Heaven Can Wait                     | Elaine May en Warren Beatty                                    |               |
| Same Time, Next Year                | Bernard Slade                                                  |               |
| 1979 (52ste)                        |                                                                |               |
| Kramer vs. Kramer                   | Robert Benton                                                  |               |
| Apocalypse Now                      | John Milius en Francis Coppola                                 |               |
| La Cage aux Folles                  | Francis Veber, Édouard Molinaro, Marcello Danon en Jean Poiret |               |
| A Little Romance                    | Allan Burns                                                    |               |
| Norma Rae                           | Irving Ravetch en Harriet Frank jr.                            |               |

### 1980-1989
| Jaar                                              | Film                                                               | Scenarist(en) |
| ------------------------------------------------- | ------------------------------------------------------------------ | ------------- |
| 1980 (53ste)                                      |                                                                    |               |
| Ordinary People                                   | Alvin Sargent                                                      |               |
| Breaker Morant                                    | Jonathan Hardy, David Stevens en Bruce Beresford                   |               |
| Coal Miner's Daughter                             | Tom Rickman                                                        |               |
| The Elephant Man                                  | Christopher DeVore, Eric Bergren en David Lynch                    |               |
| The Stunt Man                                     | Lawrence B. Marcus en Richard Rush                                 |               |
| 1981 (54ste)                                      |                                                                    |               |
| On Golden Pond                                    | Ernest Thompson                                                    |               |
| The French Lieutenant's Woman                     | Harold Pinter                                                      |               |
| Pennies from Heaven                               | Dennis Potter                                                      |               |
| Prince of the City                                | Jay Presson Allen en Sidney Lumet                                  |               |
| Ragtime                                           | Michael Weller                                                     |               |
| 1982 (55ste)                                      |                                                                    |               |
| Missing                                           | Costa-Gavras en Donald Stewart                                     |               |
| Das Boot                                          | Wolfgang Petersen                                                  |               |
| Sophie's Choice                                   | Alan J. Pakula                                                     |               |
| The Verdict                                       | David Mamet                                                        |               |
| Victor/Victoria                                   | Blake Edwards                                                      |               |
| 1983 (56ste)                                      |                                                                    |               |
| Terms of Endearment                               | James L. Brooks                                                    |               |
| Betrayal                                          | Harold Pinter                                                      |               |
| The Dresser                                       | Ronald Harwood                                                     |               |
| Educating Rita                                    | Willy Russell                                                      |               |
| Reuben, Reuben                                    | Julius J. Epstein                                                  |               |
| 1984 (57ste)                                      |                                                                    |               |
| Amadeus                                           | Peter Shaffer                                                      |               |
| Greystoke: The Legend of Tarzan, Lord of the Apes | P.H. Vazak en Michael Austin                                       |               |
| The Killing Fields                                | Bruce Robinson                                                     |               |
| A Passage to India                                | David Lean                                                         |               |
| A Soldier's Story                                 | Charles Fuller                                                     |               |
| 1985 (58ste)                                      |                                                                    |               |
| Out of Africa                                     | Kurt Luedtke                                                       |               |
| The Color Purple                                  | Menno Meyjes                                                       |               |
| Kiss of the Spider Woman                          | Leonard Schrader                                                   |               |
| Prizzi's Honor                                    | Richard Condon en Janet Roach                                      |               |
| The Trip to Bountiful                             | Horton Foote                                                       |               |
| 1986 (59ste)                                      |                                                                    |               |
| A Room with a View                                | Ruth Prawer Jhabvala                                               |               |
| Children of a Lesser God                          | Hesper Anderson en Mark Medoff                                     |               |
| The Color of Money                                | Richard Price                                                      |               |
| Crimes of the Heart                               | Beth Henley                                                        |               |
| Stand by Me                                       | Raynold Gideon en Bruce A. Evans                                   |               |
| 1987 (60ste)                                      |                                                                    |               |
| The Last Emperor                                  | Mark Peploe en Bernardo Bertolucci                                 |               |
| The Dead                                          | Tony Huston                                                        |               |
| Fatal Attraction                                  | James Dearden                                                      |               |
| Full Metal Jacket                                 | Stanley Kubrick, Michael Herr en Gustav Hasford                    |               |
| My Life as a Dog                                  | Lasse Hallström, Reidar Jönsson, Brasse Brännström en Per Berglund |               |
| 1988 (61ste)                                      |                                                                    |               |
| Dangerous Liaisons                                | Christopher Hampton                                                |               |
| The Accidental Tourist                            | Frank Galati en Lawrence Kasdan                                    |               |
| Gorillas in the Mist                              | Anna Hamilton Phelan en Tab Murphy                                 |               |
| Little Dorrit                                     | Christine Edzard                                                   |               |
| The Unbearable Lightness of Being                 | Jean-Claude Carrière en Philip Kaufman                             |               |
| 1989 (62ste)                                      |                                                                    |               |
| Driving Miss Daisy                                | Alfred Uhry                                                        |               |
| Born on the Fourth of July                        | Oliver Stone en Ron Kovic                                          |               |
| Enemies, A Love Story                             | Roger L. Simon en Paul Mazursky                                    |               |
| Field of Dreams                                   | Phil Alden Robinson                                                |               |
| My Left Foot                                      | Jim Sheridan en Shane Connaughton                                  |               |

### 1990-1999
| Jaar                       | Film                                                                                  | Scenarist(en) |
| -------------------------- | ------------------------------------------------------------------------------------- | ------------- |
| 1990 (63ste)               |                                                                                       |               |
| Dances with Wolves         | Michael Blake                                                                         |               |
| Awakenings                 | Steven Zaillian                                                                       |               |
| Goodfellas                 | Nicholas Pileggi en Martin Scorsese                                                   |               |
| The Grifters               | Donald E. Westlake                                                                    |               |
| Reversal of Fortune        | Nicholas Kazan                                                                        |               |
| 1991 (64ste)               |                                                                                       |               |
| The Silence of the Lambs   | Ted Tally                                                                             |               |
| Europa Europa              | Agnieszka Holland                                                                     |               |
| Fried Green Tomatoes       | Fannie Flagg en Carol Sobieski                                                        |               |
| JFK                        | Oliver Stone en Zachary Sklar                                                         |               |
| The Prince of Tides        | Pat Conroy en Becky Johnston                                                          |               |
| 1992 (65ste)               |                                                                                       |               |
| Howards End                | Ruth Prawer Jhabvala                                                                  |               |
| Enchanted April            | Peter Barnes                                                                          |               |
| The Player                 | Michael Tolkin                                                                        |               |
| A River Runs Through It    | Richard Friedenberg                                                                   |               |
| Scent of a Woman           | Bo Goldman                                                                            |               |
| 1993 (66ste)               |                                                                                       |               |
| Schindler's List           | Steven Zaillian                                                                       |               |
| The Age of Innocence       | Jay Cocks en Martin Scorsese                                                          |               |
| In the Name of the Father  | Terry George en Jim Sheridan                                                          |               |
| The Remains of the Day     | Ruth Prawer Jhabvala                                                                  |               |
| Shadowlands                | William Nicholson                                                                     |               |
| 1994 (67ste)               |                                                                                       |               |
| Forrest Gump               | Eric Roth                                                                             |               |
| The Madness of King George | Alan Bennett                                                                          |               |
| Nobody's Fool              | Robert Benton                                                                         |               |
| Quiz Show                  | Paul Attanasio                                                                        |               |
| The Shawshank Redemption   | Frank Darabont                                                                        |               |
| 1995 (68ste)               |                                                                                       |               |
| Sense and Sensibility      | Emma Thompson                                                                         |               |
| Apollo 13                  | William Broyles jr en Al Reinert                                                      |               |
| Babe                       | George Miller en Chris Noonan                                                         |               |
| Leaving Las Vegas          | Mike Figgis                                                                           |               |
| The Postman (Il Postino)   | Anna Pavignano, Michael Radford, Furio Scarpelli, Giacomo Scarpelli en Massimo Troisi |               |
| 1996 (69ste)               |                                                                                       |               |
| Sling Blade                | Billy Bob Thornton                                                                    |               |
| The Crucible               | Arthur Miller                                                                         |               |
| The English Patient        | Anthony Minghella                                                                     |               |
| Hamlet                     | Kenneth Branagh                                                                       |               |
| Trainspotting              | John Hodge                                                                            |               |
| 1997 (70ste)               |                                                                                       |               |
| L.A. Confidential          | Brian Helgeland en Curtis Hanson                                                      |               |
| Donnie Brasco              | Paul Attanasio                                                                        |               |
| The Sweet Hereafter        | Atom Egoyan                                                                           |               |
| Wag the Dog                | Hilary Henkin en David Mamet                                                          |               |
| The Wings of the Dove      | Hossein Amini                                                                         |               |
| 1998 (71ste)               |                                                                                       |               |
| Gods and Monsters          | Bill Condon                                                                           |               |
| Out of Sight               | Scott Frank                                                                           |               |
| Primary Colors             | Elaine May                                                                            |               |
| A Simple Plan              | Scott B. Smith                                                                        |               |
| The Thin Red Line          | Terrence Malick                                                                       |               |
| 1999 (72ste)               |                                                                                       |               |
| The Cider House Rules      | John Irving                                                                           |               |
| Election                   | Alexander Payne en Jim Taylor                                                         |               |
| The Green Mile             | Frank Darabont                                                                        |               |
| The Insider                | Eric Roth en Michael Mann                                                             |               |
| The Talented Mr. Ripley    | Anthony Minghella                                                                     |               |

### 2000-2009
| Jaar                                                                                | Film                                                                        | Scenarist(en) |
| ----------------------------------------------------------------------------------- | --------------------------------------------------------------------------- | ------------- |
| 2000 (73ste)                                                                        |                                                                             |               |
| Traffic                                                                             | Stephen Gaghan                                                              |               |
| Chocolat                                                                            | Robert Nelson Jacobs                                                        |               |
| Crouching Tiger, Hidden Dragon                                                      | Hui-Ling Wang, James Schamus en Kuo Jung Tsai                               |               |
| O Brother, Where Art Thou?                                                          | Ethan Coen en Joel Coen                                                     |               |
| Wonder Boys                                                                         | Steve Kloves                                                                |               |
| 2001 (74ste)                                                                        |                                                                             |               |
| A Beautiful Mind                                                                    | Akiva Goldsman                                                              |               |
| Ghost World                                                                         | Daniel Clowes en Terry Zwigoff                                              |               |
| In the Bedroom                                                                      | Rob Festinger en Todd Field                                                 |               |
| The Lord of the Rings: The Fellowship of the Ring                                   | Fran Walsh, Philippa Boyens en Peter Jackson                                |               |
| Shrek                                                                               | Ted Elliott, Terry Rossio, Joe Stillman en Roger S.H. Schulman              |               |
| 2002 (75ste)                                                                        |                                                                             |               |
| The Pianist                                                                         | Ronald Harwood                                                              |               |
| About a Boy                                                                         | Peter Hedges, Chris Weitz en Paul Weitz                                     |               |
| Adaptation.                                                                         | Charlie Kaufman en Donald Kaufman                                           |               |
| Chicago                                                                             | Bill Condon                                                                 |               |
| The Hours                                                                           | David Hare                                                                  |               |
| 2003 (76ste)                                                                        |                                                                             |               |
| The Lord of the Rings: The Return of the King                                       | Fran Walsh, Philippa Boyens en Peter Jackson                                |               |
| American Splendor                                                                   | Robert Pulcini en Shari Springer Berman                                     |               |
| City of God                                                                         | Bráulio Mantovani                                                           |               |
| Mystic River                                                                        | Brian Helgeland                                                             |               |
| Seabiscuit                                                                          | Gary Ross                                                                   |               |
| 2004 (77ste)                                                                        |                                                                             |               |
| Sideways                                                                            | Alexander Payne en Jim Taylor                                               |               |
| Before Sunset                                                                       | Richard Linklater, Julie Delpy, Ethan Hawke en Kim Krizan                   |               |
| Finding Neverland                                                                   | David Magee                                                                 |               |
| Million Dollar Baby                                                                 | Paul Haggis                                                                 |               |
| The Motorcycle Diaries                                                              | José Rivera                                                                 |               |
| 2005 (78ste)                                                                        |                                                                             |               |
| Brokeback Mountain                                                                  | Larry McMurtry en Diana Ossana                                              |               |
| Capote                                                                              | Dan Futterman                                                               |               |
| The Constant Gardener                                                               | Jeffrey Caine                                                               |               |
| A History of Violence                                                               | Josh Olson                                                                  |               |
| Munich                                                                              | Tony Kushner en Eric Roth                                                   |               |
| 2006 (79ste)                                                                        |                                                                             |               |
| The Departed                                                                        | William Monahan                                                             |               |
| Borat: Cultural Learnings of America for Make Benefit Glorious Nation of Kazakhstan | Sacha Baron Cohen, Anthony Hines, Peter Baynham, Dan Mazer en Todd Phillips |               |
| Children of Men                                                                     | Alfonso Cuarón, Timothy J. Sexton, David Arata, Mark Fergus en Hawk Ostby   |               |
| Little Children                                                                     | Todd Field en Tom Perrotta                                                  |               |
| Notes on a Scandal                                                                  | Patrick Marber                                                              |               |
| 2007 (80ste)                                                                        |                                                                             |               |
| No Country for Old Men                                                              | Joel Coen en Ethan Coen                                                     |               |
| Atonement                                                                           | Christopher Hampton                                                         |               |
| Away from Her                                                                       | Sarah Polley                                                                |               |
| The Diving Bell and the Butterfly                                                   | Ronald Harwood                                                              |               |
| There Will Be Blood                                                                 | Paul Thomas Anderson                                                        |               |
| 2008 (81ste)                                                                        |                                                                             |               |
| Slumdog Millionaire                                                                 | Simon Beaufoy                                                               |               |
| The Curious Case of Benjamin Button                                                 | Eric Roth en Robin Swicord                                                  |               |
| Doubt                                                                               | John Patrick Shanley                                                        |               |
| Frost/Nixon                                                                         | Peter Morgan                                                                |               |
| The Reader                                                                          | David Hare                                                                  |               |
| 2009 (82ste)                                                                        |                                                                             |               |
| Precious: Based on the Novel "Push" by Sapphire                                     | Geoffrey Fletcher                                                           |               |
| District 9                                                                          | Neill Blomkamp en Terri Tatchell                                            |               |
| An Education                                                                        | Nick Hornby                                                                 |               |
| In the Loop                                                                         | Jesse Armstrong, Simon Blackwell, Armando Iannucci en Tony Roche            |               |
| Up in the Air                                                                       | Jason Reitman en Sheldon Turner                                             |               |

### 2010-2019
| Jaar                         | Film                                                           | Scenarist(en) |
| ---------------------------- | -------------------------------------------------------------- | ------------- |
| 2010 (83ste)                 |                                                                |               |
| The Social Network           | Aaron Sorkin                                                   |               |
| 127 Hours                    | Danny Boyle en Simon Beaufoy                                   |               |
| Toy Story 3                  | Michael Arndt, John Lasseter, Andrew Stanton en Lee Unkrich    |               |
| True Grit                    | Joel Coen en Ethan Coen                                        |               |
| Winter's Bone                | Debra Granik en Anne Rosellini                                 |               |
| 2011 (84ste)                 |                                                                |               |
| The Descendants              | Alexander Payne, Nat Faxon en Jim Rash                         |               |
| Hugo                         | John Logan                                                     |               |
| The Ides of March            | George Clooney, Grant Heslov en Beau Willimon                  |               |
| Moneyball                    | Steven Zaillian, Aaron Sorkin en Stan Chervin                  |               |
| Tinker Tailor Soldier Spy    | Bridget O'Connor en Peter Straughan                            |               |
| 2012 (85ste)                 |                                                                |               |
| Argo                         | Chris Terrio                                                   |               |
| Beasts of the Southern Wild  | Lucy Alibar en Benh Zeitlin                                    |               |
| Life of Pi                   | David Magee                                                    |               |
| Lincoln                      | Tony Kushner                                                   |               |
| Silver Linings Playbook      | David O. Russell                                               |               |
| 2013 (86ste)                 |                                                                |               |
| 12 Years a Slave             | John Ridley                                                    |               |
| Before Midnight              | Richard Linklater, Julie Delpy en Ethan Hawke                  |               |
| Captain Phillips             | Billy Ray                                                      |               |
| Philomena                    | Steve Coogan en Jeff Pope                                      |               |
| The Wolf of Wall Street      | Terence Winter                                                 |               |
| 2014 (87ste)                 |                                                                |               |
| The Imitation Game           | Graham Moore                                                   |               |
| American Sniper              | Jason Hall                                                     |               |
| Inherent Vice                | Paul Thomas Anderson                                           |               |
| The Theory of Everything     | Anthony McCarten                                               |               |
| Whiplash                     | Damien Chazelle                                                |               |
| 2015 (88ste)                 |                                                                |               |
| The Big Short                | Charles Randolph en Adam McKay                                 |               |
| Brooklyn                     | Nick Hornby                                                    |               |
| Carol                        | Phyllis Nagy                                                   |               |
| The Martian                  | Drew Goddard                                                   |               |
| Room                         | Emma Donoghue                                                  |               |
| 2016 (89ste)                 |                                                                |               |
| Moonlight                    | Barry Jenkins en Tarell Alvin McCraney                         |               |
| Arrival                      | Eric Heisserer                                                 |               |
| Fences                       | August Wilson                                                  |               |
| Hidden Figures               | Allison Schroeder en Theodore Melfi                            |               |
| Lion                         | Luke Davies                                                    |               |
| 2017 (90ste)                 |                                                                |               |
| Call Me by Your Name         | James Ivory                                                    |               |
| The Disaster Artist          | Scott Neustadter en Michael H. Weber                           |               |
| Logan                        | Scott Frank, James Mangold en Michael Green                    |               |
| Molly's Game                 | Aaron Sorkin                                                   |               |
| Mudbound                     | Virgil Williams en Dee Rees                                    |               |
| 2018 (91ste)                 |                                                                |               |
| BlacKkKlansman               | Charlie Wachtel, David Rabinowitz, Kevin Willmott en Spike Lee |               |
| The Ballad of Buster Scruggs | Joel Coen en Ethan Coen                                        |               |
| Can You Ever Forgive Me?     | Nicole Holofcener en Jeff Whitty                               |               |
| If Beale Street Could Talk   | Barry Jenkins                                                  |               |
| A Star Is Born               | Eric Roth, Bradley Cooper en Will Fetters                      |               |
| 2019 (92ste)                 |                                                                |               |
| Jojo Rabbit                  | Taika Waititi                                                  |               |
| The Irishman                 | Steven Zaillian                                                |               |
| Joker                        | Todd Phillips en Scott Silver                                  |               |
| Little Women                 | Greta Gerwig                                                   |               |
| The Two Popes                | Anthony McCarten                                               |               |

### 2020-2029
| Jaar                              | Film | Scenarist(en) |
| --------------------------------- | --- | ------------- |
| 2020 (93ste)                      | |               |
| The Father                        | Christopher Hampton en Florian Zeller                                                                                          |               |
| Borat Subsequent Moviefilm        | Sacha Baron Cohen, Anthony Hines, Dan Swimer, Peter Baynham, Erica Rivinoja, Dan Mazer, Jena Friedman, Lee Kern en Nina Pedrad |               |
| Nomadland                         | Chloé Zhao |               |
| One Night in Miami                | Kemp Powers |               |
| The White Tiger                   | Ramin Bahrani |               |
| 2021 (94ste)                      | |               |
| CODA                              | Siân Heder |               |
| Drive My Car                      | Ryusuke Hamaguchi en Takamasa Oe                                                                                               |               |
| Dune                              | Jon Spaihts, Denis Villeneuve en Eric Roth                                                                                     |               |
| The Lost Daughter                 | Maggie Gyllenhaal |               |
| The Power of the Dog              | Jane Campion |               |
| 2022 (95ste)                      | |               |
| Women Talking                     | Sarah Polley |               |
| All Quiet on the Western Front    | Edward Berger, Lesley Paterson en Ian Stokell                                                                                  |               |
| Glass Onion: A Knives Out Mystery | Rian Johnson |               |
| Living                            | Kazuo Ishiguro |               |
| Top Gun: Maverick                 | Ehren Kruger, Eric Warren Singer, Christopher McQuarrie, Peter Craig en Justin Marks                                           |               |
| 2023 (96ste)                      | |               |
| American Fiction                  | Cord Jefferson |               |
| Barbie                            | Greta Gerwig en Noah Baumbach                                                                                                  |               |
| Oppenheimer                       | Christopher Nolan |               |
| Poor Things                       | Tony McNamara |               |
| The Zone of Interest              | Jonathan Glazer |               |
| 2024 (97ste)                      | |               |
| Conclave                          | Peter Straughan |               |
| A Complete Unknown                | James Mangold en Jay Cocks |               |
| Emilia Pérez                      | Jacques Audiard, Thomas Bidegain, Léa Mysius en Nicolas Livecchi                                                               |               |
| Nickel Boys                       | RaMell Ross en Joslyn Barnes                                                                                                   |               |
| Sing Sing                         | Clint Bentley, Greg Kwedar, Clarence Maclin en John "Divine G" Whitfield                                                       |               |

## Opmerkelijke winnaars en recordhouders
De scenaristen die de Oscar voor beste bewerkte scenario twee keer wonnen zijn:
- Joseph L. Mankiewicz (1949, 1950)
- George Seaton (1947, 1954)
- Michael Wilson (1951, 1957)
- Robert Bolt (1965, 1966)
- Francis Ford Coppola (1972, 1974)
- Mario Puzo (1972, 1974)
- Alvin Sargent (1977, 1980)
- Ruth Prawer Jhabvala (1986, 1992)
- Alexander Payne (2004, 2011)

Frances Marion was de eerste vrouw die de Oscar voor beste bewerkte scenario won. Ze kreeg de prijs voor het misdaaddrama The Big House (1930). James Ivory is de oudste winnaar ooit. Hij was 89 jaar toen hij won met het scenario voor Call Me by Your Name (2017). Ernest Thompson is de jongste winnaar ooit. Hij was 32 jaar toen hij een Oscar won voor het scenario van On Golden Pond (1981).
Philip en Julius Epstein waren de eerste broers die de prijs wonnen. Ze kregen de Oscar voor het scenario van Casablanca (1942). Ook de broers William en James Goldman wonnen elk een Oscar, maar telkens voor een andere film. James Goldman won voor The Lion in Winter (1968) en zijn broer William won acht jaar later voor All the President's Men (1976). De broers Joel en Ethan Coen wonnen de Oscar voor hun misdaadfilm No Country for Old Men (2007). Peter Jackson en zijn echtgenote Fran Walsh wonnen samen voor The Lord of the Rings: The Return of the King (2003).
Verscheidene schrijvers wonnen zowel de Oscar voor bewerkte als originele scenario. Wanneer de twee categorieën samengevoegd worden, zijn er vijf recordhouders die drie keer een Oscar wonnen voor het schrijven van een scenario:
- Charles Brackett (1945, 1950, 1953)
- Billy Wilder (1945, 1950, 1960)
- Francis Ford Coppola (1970, 1972, 1974)
- Paddy Chayefsky (1955, 1971, 1976)
- Woody Allen (1977, 1986, 2011)

Wanneer de twee categorieën voor scenario's gecombineerd worden, is Woody Allen de recordhouder wat betreft nominaties. Hij werd in totaal zestien keer genomineerd, telkens in de categorie voor beste originele scenario. Billy Wilder werd tijdens zijn carrière twaalf keer genomineerd voor het schrijven van een scenario.

## Galerij

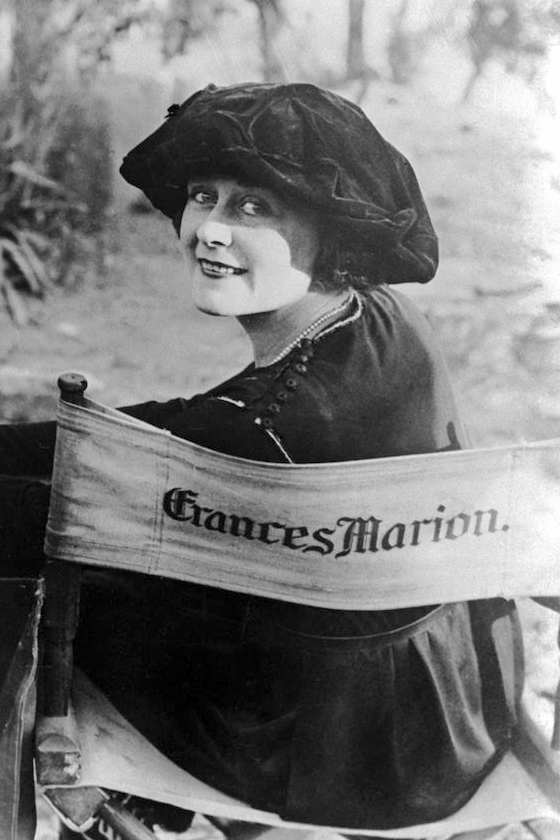
Frances Marion was in 1930 de eerste vrouwelijke winnaar.
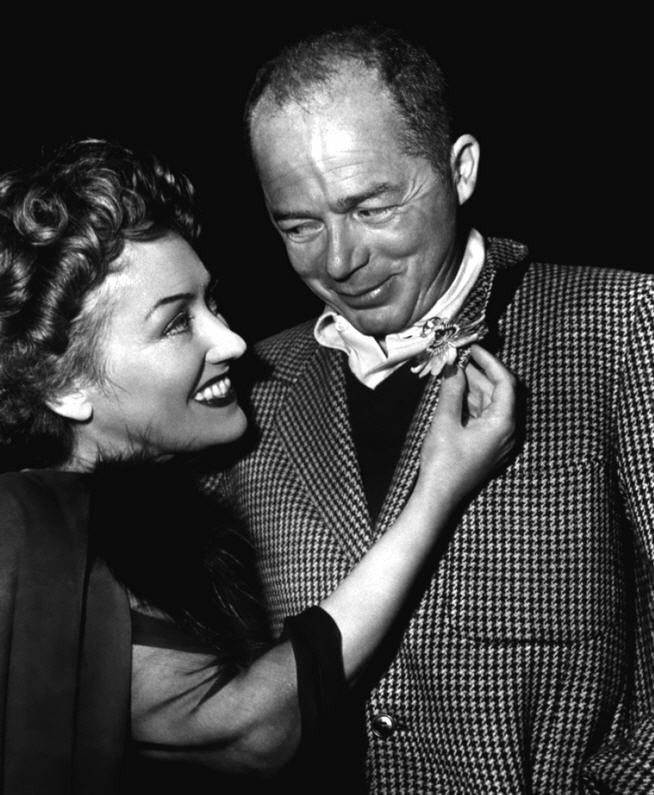
Billy Wilder won in 1945 voor The Lost Weekend.
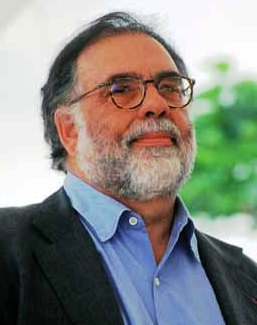
Francis Ford Coppola won in zowel 1972 als 1974 voor zijn adaptatie van het boek The Godfather.
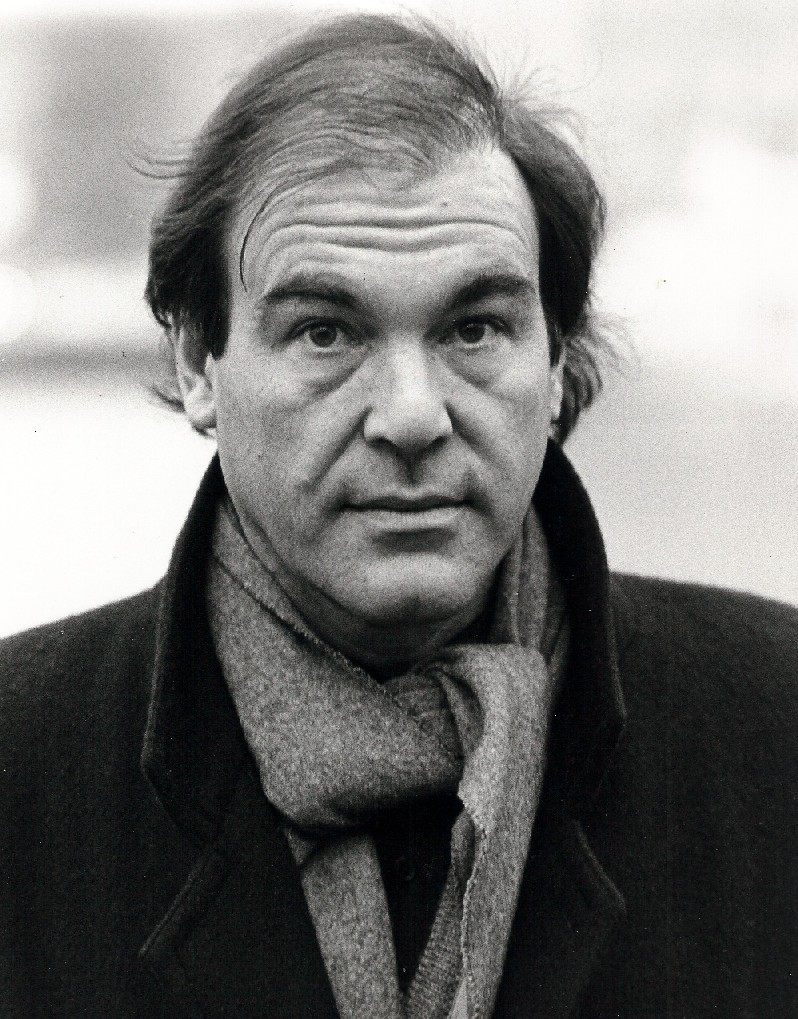
Oliver Stone won in 1978 met het gevangenisdrama Midnight Express.
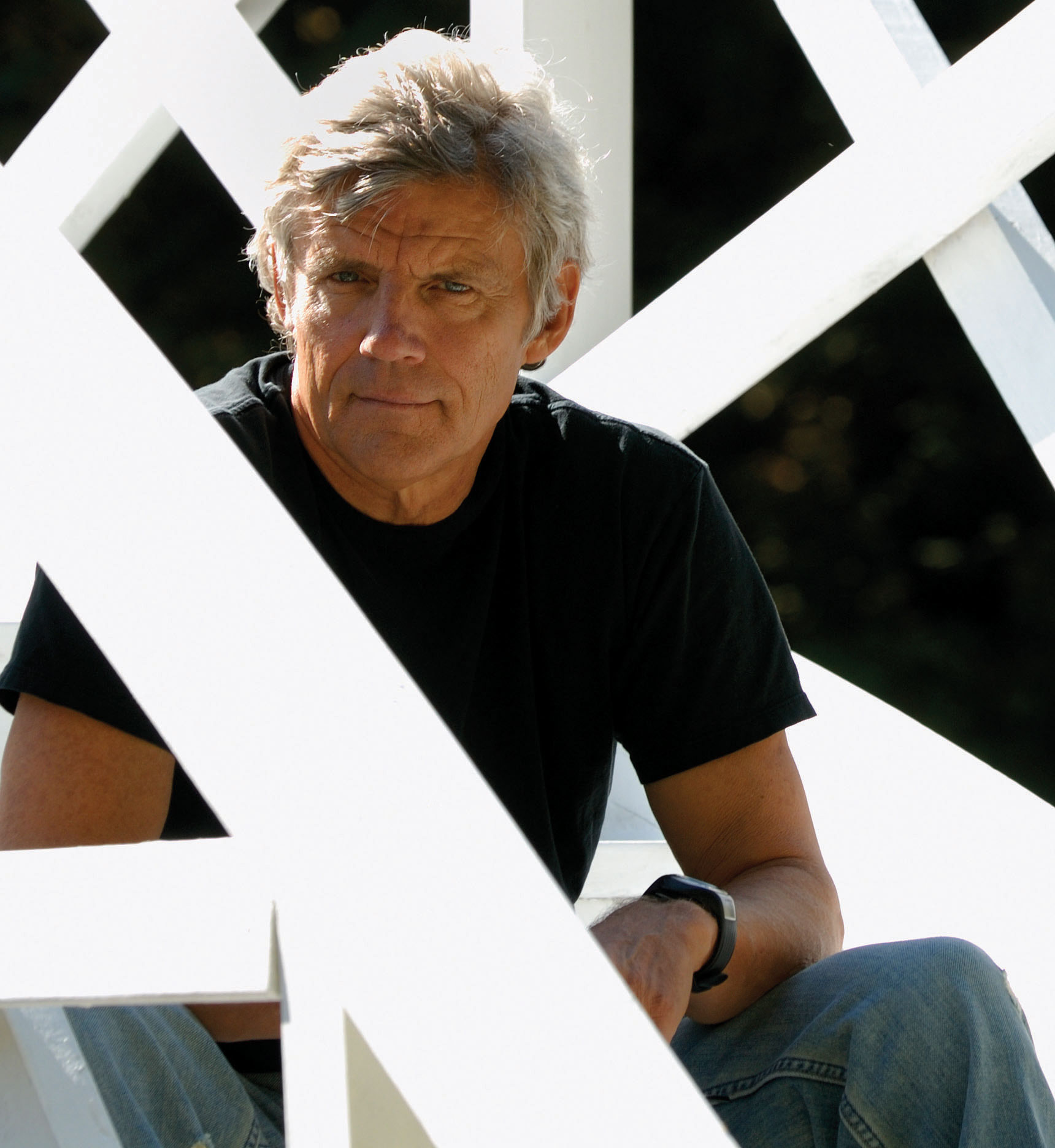
Ernest Thompson is de jongste winnaar ooit, hij was 32 toen hij in 1982 won met On Golden Pond.
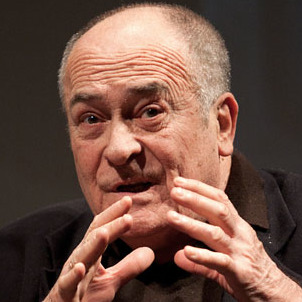
Bernardo Bertolucci won in 1987 met The Last Emperor.
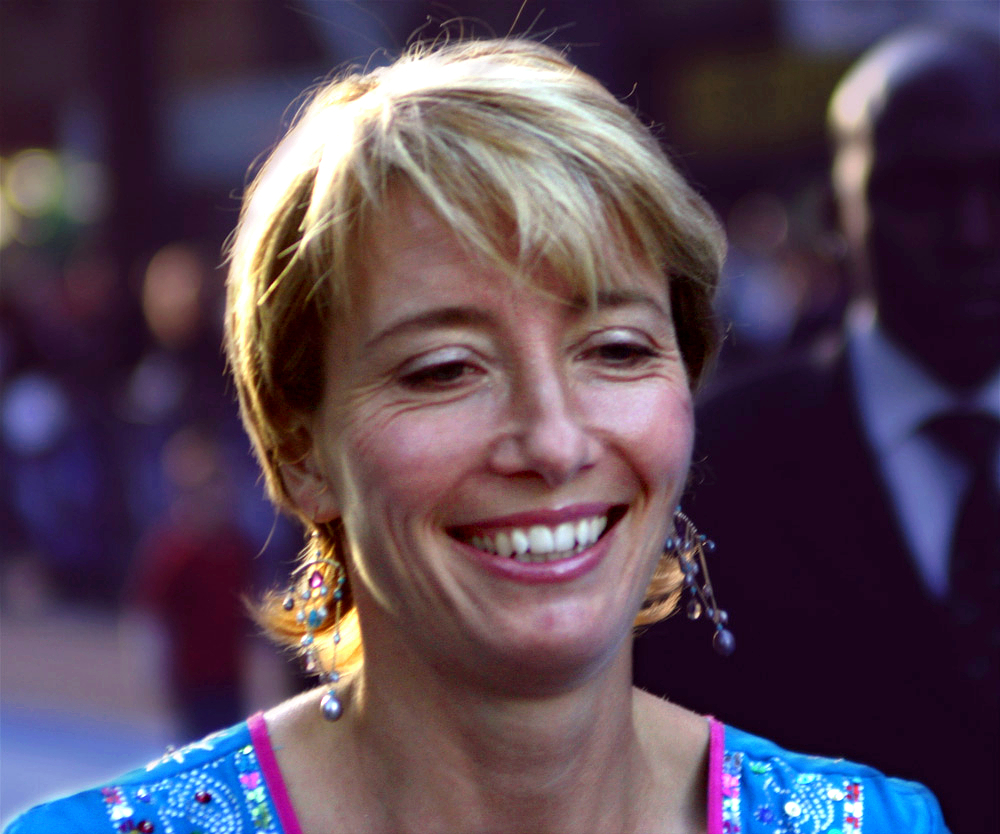
Actrice Emma Thompson won in 1995 met haar scenario voor Sense and Sensibility.
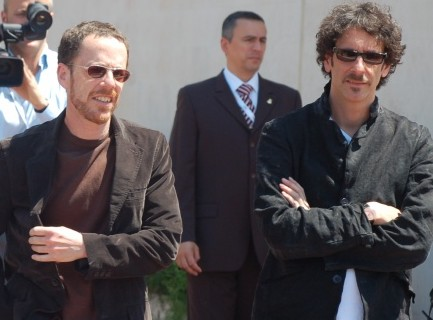
De broers Joel en Ethan Coen wonnen voor No Country for Old Men (2007).
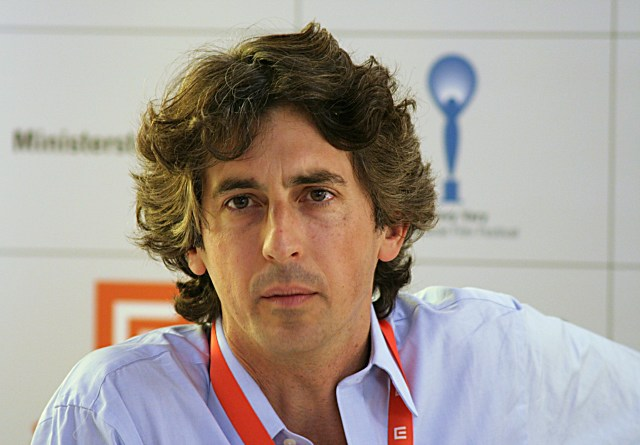
Alexander Payne won in 2004 en 2011.
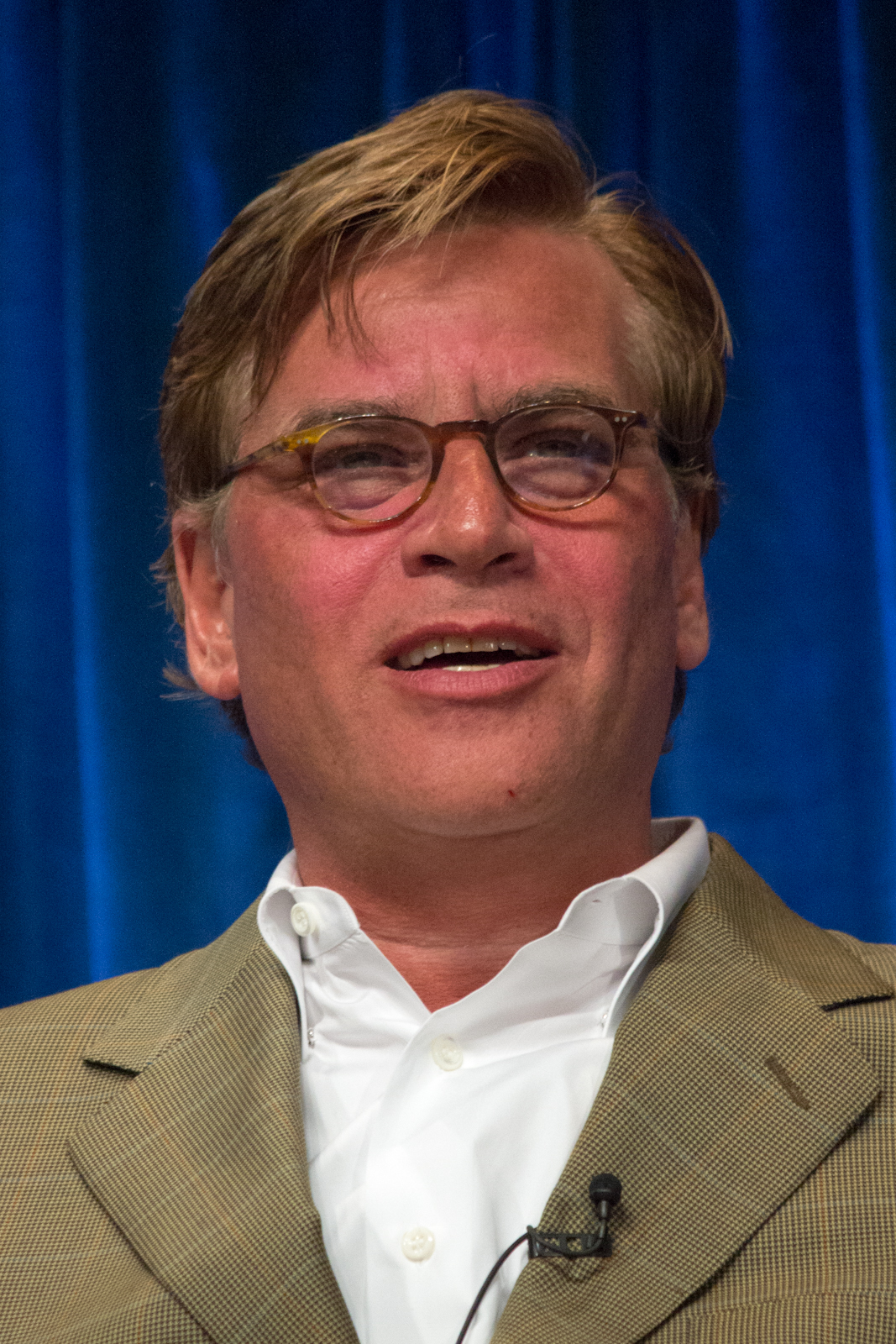
Aaron Sorkin won in 2010 met The Social Network.
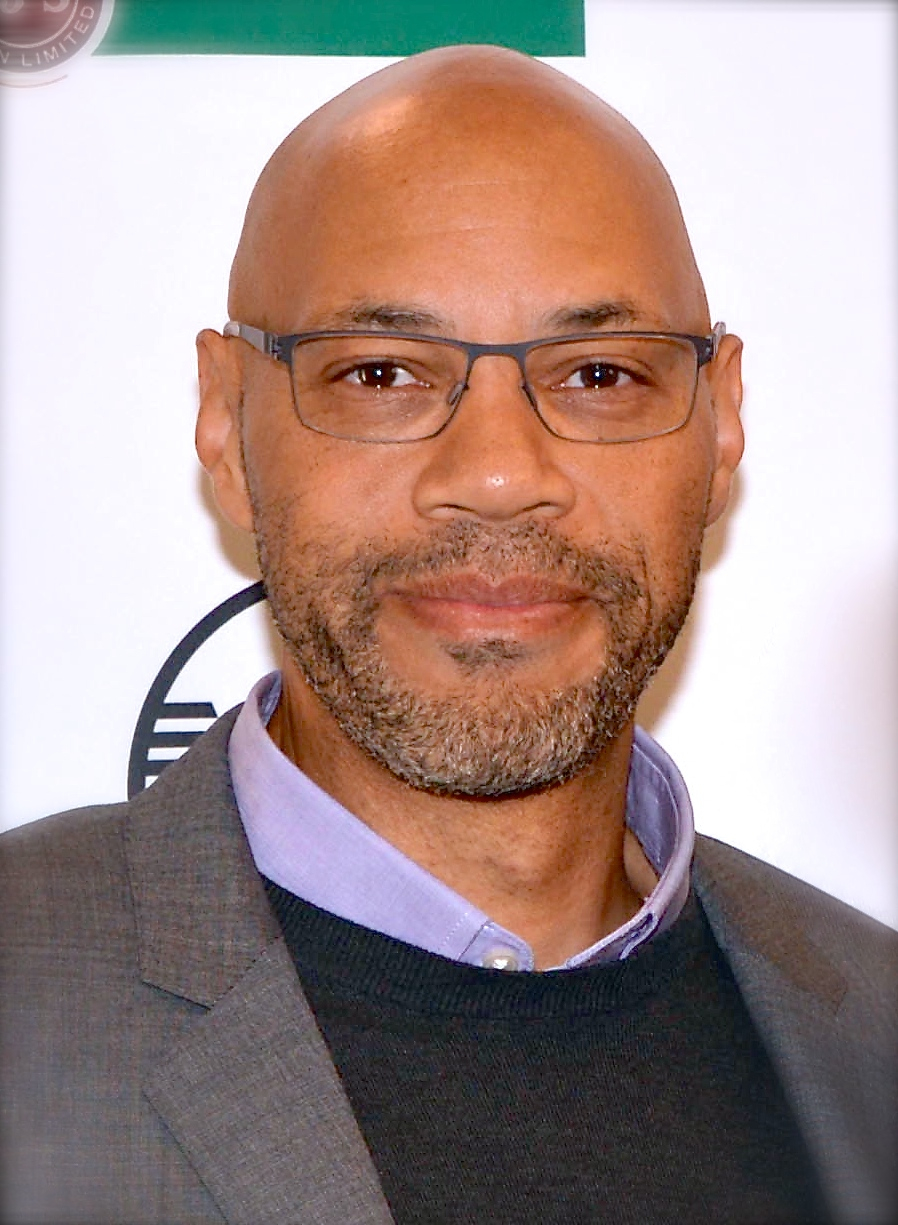
John Ridley won in 2013 met 12 Years a Slave.
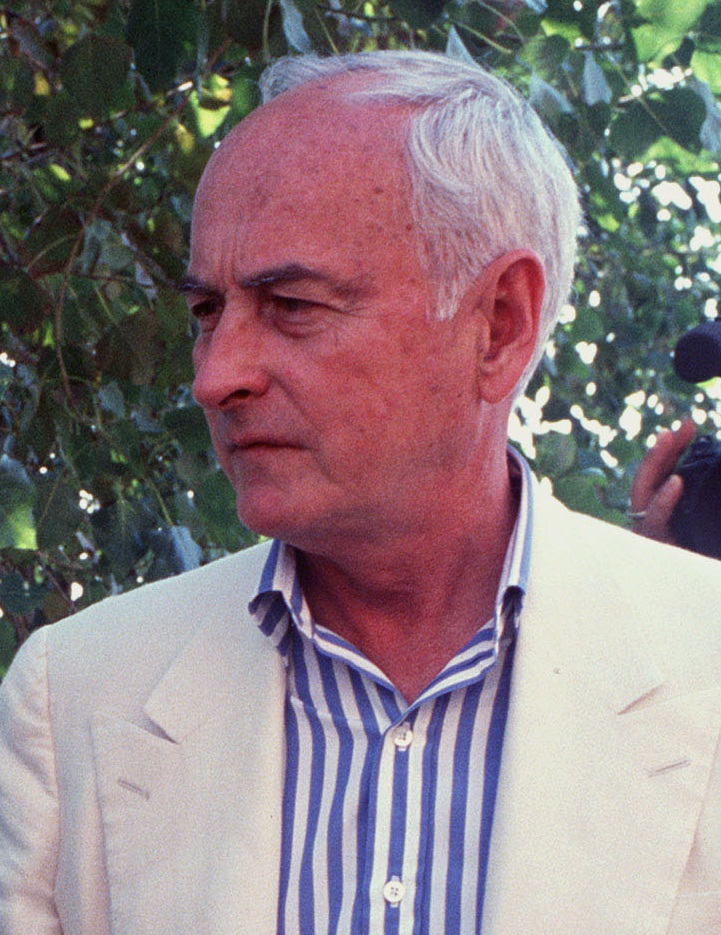
James Ivory is de oudste winnaar ooit, hij was 89 toen hij in 2017 won met Call Me by Your Name.